# Mark Charig

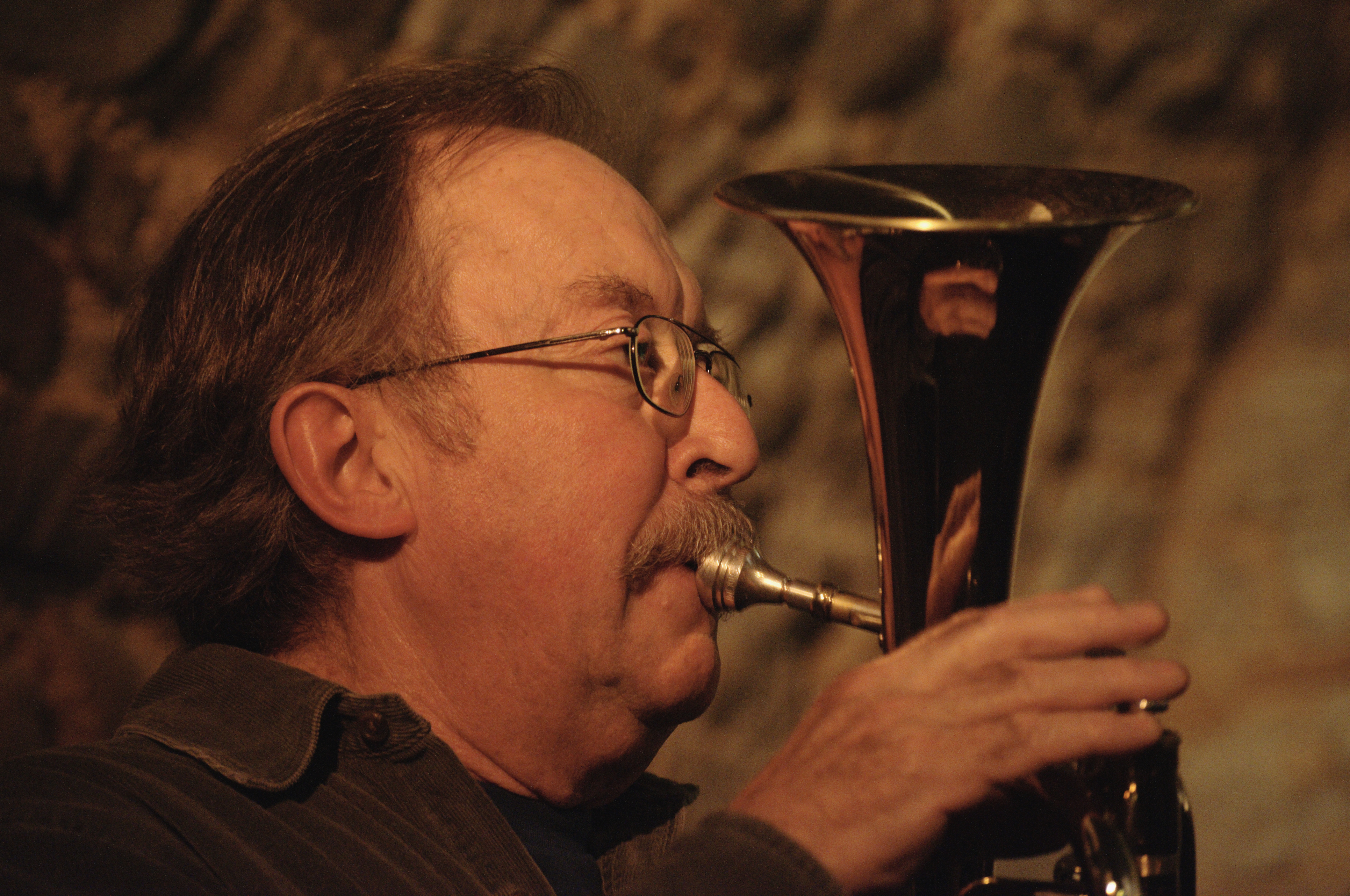
Mark Charig mit Bloombox im Gewölbekeller des Jazzinstituts Darmstadt am 20. Dezember 2011

Mark Charig (* 22. Februar 1944 in London als Mark Bloomfield) ist ein britischer Jazztrompeter (auch Kornett, Flügelhorn und Althorn).

## Leben und Wirken
Nachdem er zunächst als Popmusiker mit Blues- und mit Soulbands gearbeitet hatte, war Charig für Keith Tippett (1969 bis 1971) und Georgie Fame (1974) sowie insbesondere für Elton Dean und für Chris McGregors Brotherhood of Breath tätig. Auf einigen Produktionen von Soft Machine und King Crimson wirkte er mit, war aber seit 1972 auch Mitglied im London Jazz Composers’ Orchestra. Auch gehörte er zum Trio von Arman Ratip (The Spy from Istanbul).
Charig nahm unter eigenem Namen (Pipedream 1977) und mit Harry Miller auf und arbeitete zunehmend im Bereich des freien Jazz. 1980 zog er nach Amsterdam, wo er Mitglied in Maarten Altenas Septett war. Außerdem spielte er im Quartett und Nonett von Fred Van Hove (mit Radu Malfatti), in Willem van Manens Contraband, im King Übü Orchestrü von Wolfgang Fuchs, bei Didier Levallet, mit Phil Wachsmann und Baby Sommer, aber auch im Globe Unity Orchestra, dem Dedication Orchestra und in Peter Kowalds Wuppertal Workshop. Zurzeit spielt der in Euskirchen wohnende Charig mit Quatuohr (Joachim Zoepf, Wolfgang Schliemann, Ulrich Phillipp) und Fineworks.

## Lexikalische Einträge
- Martin Kunzler: Jazz-Lexikon. Band 1: A–L (= rororo-Sachbuch. Bd. 16512). 2. Auflage. Rowohlt, Reinbek bei Hamburg 2004, ISBN 3-499-16512-0.